# Накетош (Луїзіана)
Накетош (англ. Natchitoches) — місто (англ. city) в США, в окрузі Начітош штату Луїзіана. Населення — 18 039 осіб (2020).

## Географія
Накетош розташований за координатами 31°44′4″ пн. ш. 93°6′2″ зх. д. / 31.73444° пн. ш. 93.10056° зх. д. (31.734564, -93.100590). За даними Бюро перепису населення США в 2010 році місто мало площу 68,17 км², з яких 58,62 км² — суходіл та 9,55 км² — водойми.

### Клімат
| Клімат : Накетош        | Клімат : Накетош | Клімат : Накетош | Клімат : Накетош | Клімат : Накетош | Клімат : Накетош | Клімат : Накетош | Клімат : Накетош | Клімат : Накетош | Клімат : Накетош | Клімат : Накетош | Клімат : Накетош | Клімат : Накетош | Клімат : Накетош |
| Показник                | Січ.             | Лют.             | Бер.             | Квіт.            | Трав.            | Черв.            | Лип.             | Серп.            | Вер.             | Жовт.            | Лист.            | Груд.            | Рік              |
| Абсолютний максимум, °C | 28,9             | 30,6             | 32,8             | 35,0             | 37,8             | 40,0             | 42,2             | 41,7             | 40,0             | 37,2             | 31,1             | 28,3             | 42,2             |
| Середній максимум, °C   | 16,1             | 17,8             | 21,7             | 26,1             | 29,4             | 33,3             | 34,4             | 35,0             | 31,1             | 27,8             | 20,6             | 17,2             | 25,9             |
| Середня температура, °C | 10,0             | 11,1             | 14,4             | 19,4             | 22,8             | 26,7             | 27,8             | 27,8             | 24,4             | 19,4             | 13,3             | 10,6             | 19,0             |
| Середній мінімум, °C    | 3,9              | 5,0              | 7,8              | 12,8             | 16,7             | 20,6             | 21,7             | 21,1             | 18,3             | 11,7             | 6,1              | 4,4              | 12,5             |
| Абсолютний мінімум, °C  | −16,1            | −16,1            | −5,6             | −1,1             | 3,9              | 10,0             | 12,8             | 11,7             | 5,6              | −3,3             | −7,2             | −15              | −16,1            |
| Норма опадів, мм        | 122              | 112              | 112              | 114              | 132              | 107              | 91               | 74               | 94               | 89               | 112              | 132              | 1291             |
| ----------------------- | ---------------- | ---------------- | ---------------- | ---------------- | ---------------- | ---------------- | ---------------- | ---------------- | ---------------- | ---------------- | ---------------- | ---------------- | ---------------- |
| Джерело:                |                  |                  |                  |                  |                  |                  |                  |                  |                  |                  |                  |                  |                  |

## Демографія
Згідно з переписом 2010 року, у місті мешкали 18 323 особи в 7047 домогосподарствах у складі 3861 родини. Густота населення становила 269 осіб/км². Було 7906 помешкань (116/км²).
Расовий склад населення:
| - 59,2 % — чорних або афроамериканців - 37,2 % — білих - 0,6 % — азіатів - 0,5 % — корінних американців |

До двох чи більше рас належало 1,7 %. Частка іспаномовних становила 1,7 % від усіх жителів.
За віковим діапазоном населення розподілялося таким чином: 23,7 % — особи молодші 18 років, 64,5 % — особи у віці 18—64 років, 11,8 % — особи у віці 65 років та старші. Медіана віку мешканця становила 27,0 року. На 100 осіб жіночої статі у місті припадало 84,6 чоловіків; на 100 жінок у віці від 18 років та старших — 79,5 чоловіків також старших 18 років.
Середній дохід на одне домашнє господарство становив 42 165 доларів США (медіана — 22 216), а середній дохід на одну сім'ю — 57 531 долар (медіана — 35 051). Медіана доходів становила 39 821 долар для чоловіків та 24 635 доларів для жінок. За межею бідності перебувало 38,6 % осіб, у тому числі 42,8 % дітей у віці до 18 років та 18,5 % осіб у віці 65 років та старших.
Цивільне працевлаштоване населення становило 6533 особи. Основні галузі зайнятості: освіта, охорона здоров'я та соціальна допомога — 28,8 %, роздрібна торгівля — 15,6 %, виробництво — 13,4 %.